# Andowiak paciorkooki
Andowiak paciorkooki (Thomasomys baeops) – gatunek ssaka z podrodziny bawełniaków (Sigmodontinae) w obrębie rodziny chomikowatych (Cricetidae).

## Zasięg występowania
Andowiak paciorkooki występuje w Andach w Kolumbii i Ekwadorze.

## Taksonomia
Gatunek po raz pierwszy zgodnie z zasadami nazewnictwa binominalnego opisał w 1899 roku brytyjski zoolog Oldfield Thomas nadając mu nazwę Oryzomys baeops. Holotyp pochodził znad rzeki Pita, na wysokości 3500 m n.p.m., w Chilla Valley, w prowincji El Oro, w Ekwadorze. 
W populacjach z Ekwadoru i Kolumbii występują różnice morfologiczne, co sugeruje, że taksonomia T. baeops wymaga dodatkowych badań. Autorzy Illustrated Checklist of the Mammals of the World uznają ten takson za gatunek monotypowy.

### Etymologia
- Thomasomys: Oldfield Thomas (1858–1929), brytyjski zoolog, teriolog; gr. μυς mus, μυος muos „mysz”[7].
- baeops: gr. βαιος baios „mały, krótki”[8]; ωψ ōps, ωπος ōpos „twarz, oblicze”[9].

## Morfologia
Długość ciała (bez ogona) 95–120 mm, długość ogona 106–147 mm, długość ucha 24–27 mm, długość tylnej stopy 16–19 mm; masa ciała 27–45 g. 

## Siedlisko
Zakres wysokości to 1300–4000 m n.p.m. Zamieszkuje ekoton lasu i paramo, górskie lasy deszczowe, często wśród brzegów małych strumieni.

## Populacja
W wilgotnych środowiskach w Ekwadorze są częste. W Kolumbii są rzadkie.

## Zagrożenia
Następuje utrata siedlisk tego gatunku, ale nie jest to poważne zagrożenie.